# Pharming (internet)
Pharming is een oplichtingstechniek die erin bestaat internetgebruikers te misleiden door hun internetverkeer met een bepaalde website ongemerkt om te leiden naar een andere (malafide) website.
Bij pharming wordt een DNS-server aangevallen (meestal door een methode die "DNS cache poisoning" wordt genoemd) en wordt het IP-adres van een bepaalde domeinnaam gewijzigd. De nietsvermoedende gebruiker typt het bekende webadres in, maar komt op een nagebootste site terecht. Indien dit bijvoorbeeld een kopie van de website van een bank is, kan een kwaadwillige hacker vervolgens gevoelige gegevens ontfutselen. Om pharming tegen te gaan is DNSSEC ontwikkeld.
Pharming is mogelijk door een kwetsbaarheid in de DNS-serversoftware. DNS-servers zijn servers die domeinnamen omzetten in werkelijke IP-adressen die bestaan uit vier getallen. Voorbeeld: nl.wikipedia.org verwijst naar IP-adres 145.97.39.133. Als een hacker erin slaagt de tabel van een DNS-server te wijzigen, kan men door het intypen van bijvoorbeeld nl.wikipedia.org op een heel andere webserver belanden. De internetgebruiker merkt hier niets van; ook antivirusprogramma's of antispywaresoftware beschermen niet tegen pharming. De bescherming moet komen van de beheerder van de website. Banken beschikken in het algemeen over goed beveiligde sites. De gebruiker moet erop letten dat het adres van de site exact overeenkomt met de site van de bank. Websites beveiligd met SSL hebben een URL die begint met https://.
De term pharming is analoog aan de term phishing. Beide methoden worden ook gebruikt voor identiteitsfraude. Hoewel pharming gelijkenissen kan vertonen met phishing, is deze techniek verraderlijker omdat de gebruiker geheel te goeder trouw naar een valse website kan worden gestuurd.